# توي (اليابان)
توي (باليابانية: 東栄町) هي بلدية في اليابان، وبلدة في اليابان، تقع في مقاطعة كيتاشيتارا  التابعة لمحافظة آيتشي، بلغ عدد سكانها 3,191  نسمة وذلك حسب إحصائيات سنة 2017، تبلغ مساحتها 123.38 كيلومتر مربع.